# 德文·范奥斯特鲁姆
德文·范奥斯特鲁姆（英語：Devon van Oostrum，1993年1月24日—）為英國男子籃球運動員，他也是英國國家籃球隊的一員，參加了2011年歐洲籃球錦標賽。
范奥斯特鲁姆出生於荷蘭，父母皆為荷蘭人，母親擁有印尼血統，因父親在大學授課的關係，於是全家搬到英格蘭。

## 外部連結
- 德文·范奥斯特鲁姆在fiba.basketball（英语）
- 德文·范奥斯特鲁姆在archive.fiba.com（存檔）（英语）
- 德文·范奥斯特鲁姆在歐洲籃球聯賽官網（英语）
- 德文·范奥斯特鲁姆在西班牙篮球甲级联赛官網（球員）（西班牙语）
- 德文·范奥斯特鲁姆在亞得里亞海聯賽官網（英语）
- 德文·范奥斯特鲁姆在Basketball-Reference.com（國際）（英语）
- 德文·范奥斯特鲁姆在Eurobasket.com（球員）（英语）
- 德文·范奥斯特鲁姆在Proballers（英语）
- 德文·范奥斯特鲁姆在RealGM（球員）（英语）
- 德文·范奥斯特鲁姆在Flashscore（英语）